# ۲۸ ربیع‌الثانی
۲۸ ربیع‌الثانی، بیست و هشتمین روز از ماه ربیع‌الثانی در تقویم هجری قمری است.
در تقویم هجری قمری قراردادی این روز صد و هفدهمین روز سال است.

## درگذشتگان
- ۱۳۹۰ قمری - علامه امینی، دانشمند بزرگ شیعه و صاحب کتاب الغدیر.
- ۱۴۰۲ - محمد احمد فارسی، فقیه شافعی، آموزگار دینی و شاعر ایرانی-کویتی.